# Safaa Kumari
Safaa M. Ghassan Kumari (àrab: صفاء كوماري, Ṣafāʾ Kūmārī) (Alep, 19 de juny de 1963) és una viròloga vegetal d'origen sirià. Es va fer coneguda arran de la seva producció de faves resistents al virus groc que causa necrosi a la planta. Hagué de fugir d'Alep quan va esclatar la guerra civil a Síria. Amb tot pogué recuperar les granes sobre les quals treballava a correcuita abans de refugiar-se al Líban.

## Biografia
Va néixer a Alep l'any 1963. Té cinc germans i tres germanes. Entre 1982 i 1985 va estudiar a la Facultat d'Agricultura de la Universitat d'Alep.
Va començar a treballar en la recerca sobre un virus que s'ha anat escampant des d'Etiòpia que afecta plantes importants per a l'alimentació com les llenties, faves i els cigrons. Aquesta situació és molt perjudicial per a les famílies amb pocs recursos que necessiten aquest gra com a «carn de pobre». L'avanç del virus està relacionat amb el canvi climàtic. El canvi de temperatura fa que la població de pugons es dispari i aquest pugó escampi el virus més de pressa i en més llocs. Durant deu anys, Kumari va treballar-hi per trobar una solució i, finalment, va descobrir una varietat de fava que era resistent al virus groc de la fava (FBNYV).
Vivia a Alep durant la guerra de Síria. N'havia marxat per anar a un congrés a Addis Abeba quan li van dir que la seva família havia fugit del conflicte armat. Segons relata en una entrevista, els havien donat deu minuts per marxar de casa seva, ja que els combatents armats acabaven d'entrar-hi. Va decidir d'arriscar la vida tornant cap a Damasc i, des d'allà, anant en cotxe cap a Alep per recuperar les llavors resistents a la malaltia. Les llavors estaven guardades a casa de les seves germanes, al centre de la ciutat. Kumari va poder agafar les llavors i va aconseguir arribar al Líban, on continua treballant en un laboratori a la vall de la Bekaa, prop de la frontera amb Síria.
La seva següent tasca fou agafar els trets resistents que havia descobert i transferir-los a una varietat productiva.
El 23 de novembre del 2020 Kumari va figurar a la llista de les 100 dones més influents de l'any que publica la BBC anualment. Era una de les dues dones de Síria que sortien a la llista; l'altra va ser la cineasta Waad Al-Kateab.
El mateix mes de novembre, es va anunciar que el virus FBNYV s'havia observat a Múrcia.